# Joseph Ryelandt
Joseph Marie Victor Ryelandt (født 7. april 1870 i Brugge, Belgien - død 29. juni 1965) var en belgisk komponist og lærer.
Ryelandt studerede komposition privat hos komponisten Edgar Tinel. Han blev herefter lærer i komposition på Musikkonservatoriet i Brugge. Ryelandt har skrevet 5 symfonier, orkesterværker, kammermusik, korværker, religiøsmusik, oratorier, messer, vokalmusik, solostykker for mange instrumenter etc.

## Udvalgte værker
- Symfoni nr. 1 (1897) - for orkester
- Symfoni nr. 2 (1904) - for orkester
- Symfoni nr. 3 (1908) - for orkester
- Symfoni nr. 4 (1913) - for kor og orkester
- Symfoni nr. 5 (1934) - for orkester
- Suite (?) -  for orkester